# Heinz Ernst
Heinz Ernst (* 22. November 1926) war Fußballspieler im thüringischen Raum. Für Motor Gera spielte er 1951 in der Oberliga, der höchsten ostdeutschen Fußballklasse. Ab 1958 war er als Fußballtrainer unter anderem in der zweitklassigen DDR-Liga tätig.

## Sportliche Laufbahn
Ernst begann 1938 im thüringischen Wünschendorf Fußball zu spielen. Nach dem Zweiten Weltkrieg ließ er sich in Gera nieder und schloss sich 1950 der BSG Mechanik/Motor Gera an. Die Geraer gehörten zu dieser Zeit zur Spitze der Thüringer Fußballmannschaften und spielten in der Oberliga. 1951 kam Ernst für Motor Gera in fünf Oberligaspielen zum Einsatz und war mit drei Toren erfolgreich. Im Alter von 26 Jahren verließ Ernst 1953 die Geraer Mannschaft und spielte anschließend bei den unterklassigen Mannschaften von Motor Neustadt/Orla, Aufbau Triebes und Fortschritt Weida. In Triebes war er als Spielertrainer tätig.
Nach dem endgültigen Ende seiner Spielerlaufbahn war Ernst in den Spielzeiten 1958 und 1959 Trainer bei Fortschritt Weida. Er führte die Mannschaft 1958 zur Bezirksmeisterschaft und in die drittklassige II. DDR-Liga, stieg aber nach einem Jahr wieder ab. Von 1960 bis 1964 war Ernst beim Bezirksfachausschuss Fußball Gera als Bezirkstrainer angestellt. Bei der Leipziger Sporthochschule DHfK erwarb der ausgebildete Dreher 1964 das Sportlehrerdiplom und übernahm das Training des DDR-Ligisten Motor Eisenach. Nachdem die Eisenacher 1970 absteigen mussten und anschließend den Wiederaufstieg deutlich verpassten, ging Ernst zur Saison 1971/72 zu seiner ehemaligen Gemeinschaft in Gera zurück, die jetzt unter dem Namen Wismut Gera antrat. Dort leitete er für vier Spielzeiten das Training. 1974 und 1975 wurde er mit den Geraern Staffelsieger in der zweitklassigen DDR-Liga, verpasste aber jedes Mal den Aufstieg in die Oberliga. Ab 1975/76 war Ernst Trainer bei Motor Suhl. Auch diese Mannschaft führte er bereits im ersten Jahr seiner Tätigkeit in die Aufstiegsrunde zur Oberliga. Nachdem er mit Suhl 1979 ein zweites Mal in der Oberliga-Aufstiegsrunde gescheitert war, wechselte Ernst für zwei Spielzeiten zum Ligakonkurrenten Fortschritt Weida, wo er 1958 seine Trainerlaufbahn begonnen hatte.